# Rifugio Vincenzo Sebastiani
Il rifugio Vincenzo Sebastiani è un rifugio montano situato nel territorio del comune di Rocca di Mezzo, sull'appennino abruzzese, in provincia dell'Aquila, nella catena montuosa del Velino-Sirente, inaugurato nel 1923.

## Descrizione

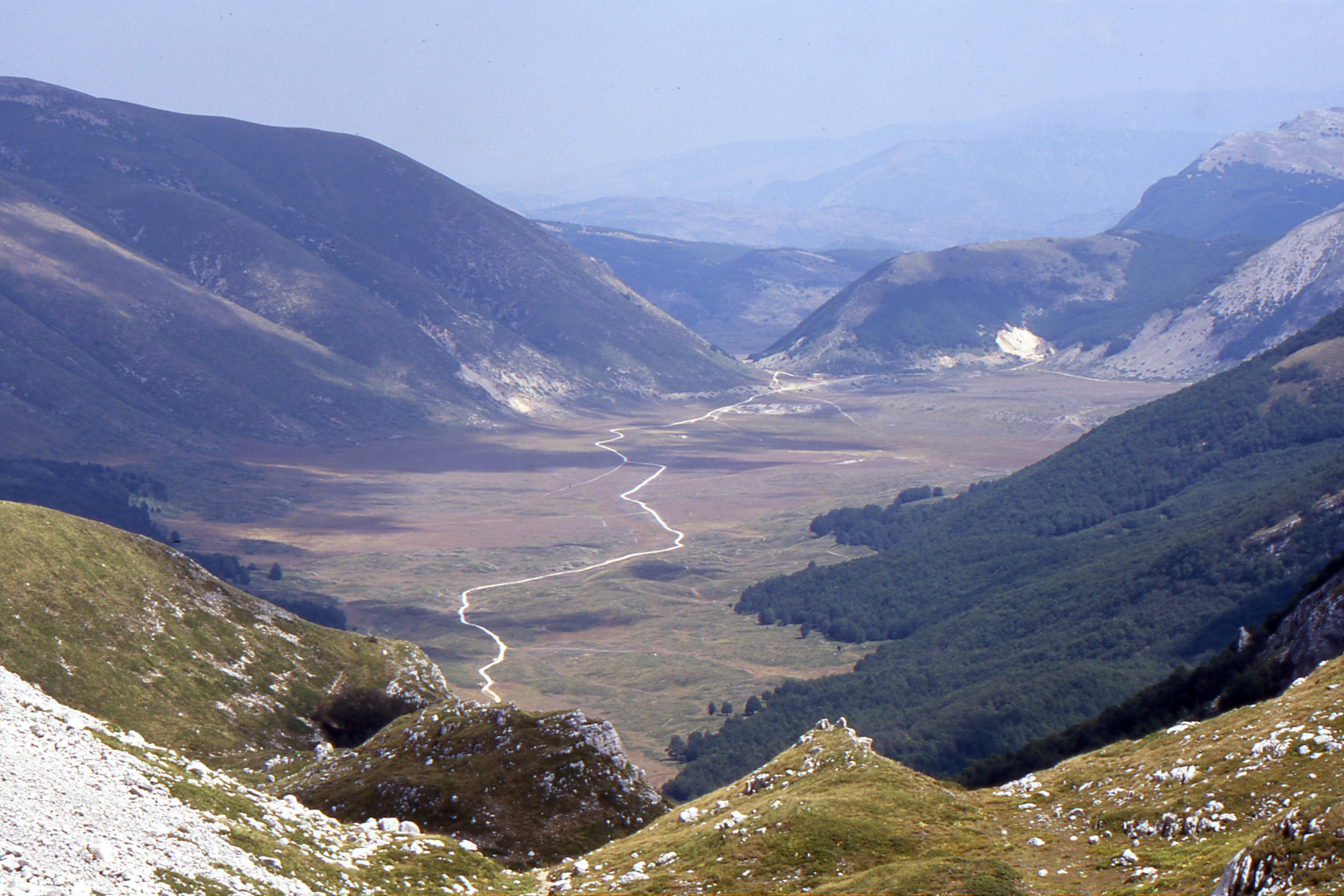
Piani di Pezza visti dalla zona del Rifugio

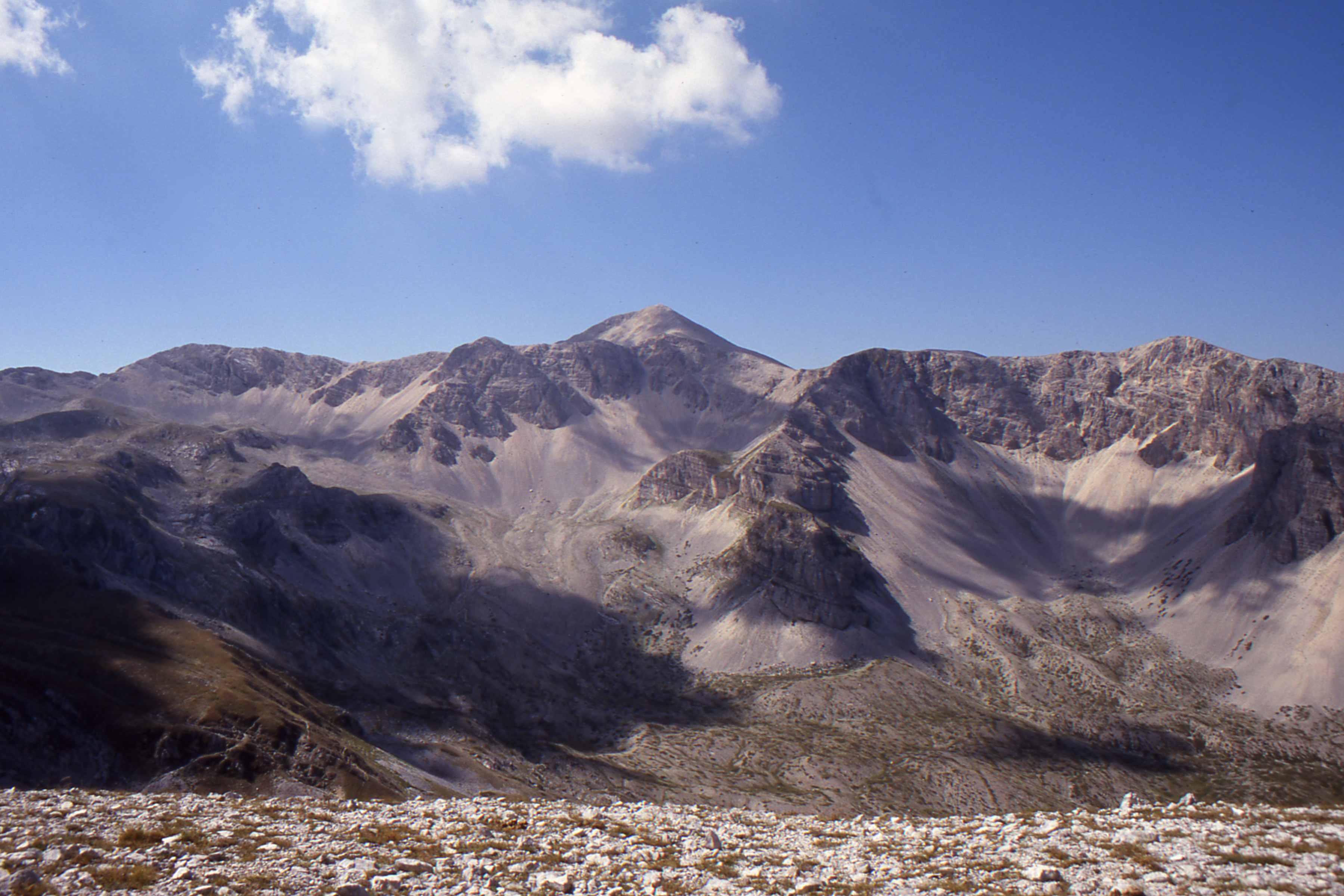
Circhi glaciali del Monte Velino (versante est) visti dal Monte Costone

Posto ad una quota di 2.102 m s.l.m., al Colletto di Pezza, al di sotto della vetta orientale del Costone di Vena Stellante (2.271 m), è posizionato in un punto panoramico tra la Valle Leona ed i Piani di Pezza, e rappresenta una porta d'accesso o luogo di transito per il massiccio del monte Velino e per i Piani di Pezza.
Meta frequente di sciescursionisti e scialpinisti d'inverno, e di escursionisti di trekking d'estate nonché sede di partenza per numerose escursioni sia estive che invernali al massiccio del Velino (la cui vetta dista circa 8 km), alle adiacenti montagne della Duchessa e alle vette circostanti (Punta Trento e Punta Trieste, Colle dell'Orso), è un rifugio stile alpino di proprietà dalla sezione CAI di Roma. L’apertura estiva va da giugno a settembre, nei fine settimana autunnali il rifugio apre in base alle condizioni meteo, in inverno e primavera solo su prenotazione per gruppi di minimo 12/15 persone.

### Servizi
Durante il periodo di apertura nel rifugio è possibile pranzare, cenare, fare colazione e merenda. Le nuove camerate ospitano 20 persone. Non è prevista la doccia calda, non è disponibile una connessione wifi.

### Ascensioni
- Monte Velino (2486) - attraverso Colle dell'Orso; percorrenza h 3.00.
- Monte Costone (Vena Stellante) 2.271 m, percorrenza h 2.45;
- Colle dell'orso:  2150 m, percorrenza h 0.20;
- Cimata del Puzzillo: 2140 m, percorrenza h 0.20;
- Punta Trento: 2243 m, percorrenza h 0.40;
- Colle del Bicchero: 2075 m, percorrenza h 0.45;
- Punta Trieste: 2230 m, percorrenza h 1.00;
- Monte Puzzillo: 2174 m, percorrenza h 1.30;

### Escursioni
- Montagne della Duchessa e Lago della Duchessa;
- Piani di Pezza;
- Monte Rotondo - attraverso Cimata Del Puzzillo, Cimata di Pezza, Punta dell'Azzocchio, Colle del Nibbio e Monte Cisterna.

### Accessibilità
Si raggiunge facilmente da nord dalla piana di Campo Felice salendo lungo il sentiero della valle del Puzzillo all'interno del territorio del comune di Lucoli, oppure da est salendo il sentiero più impegnativo - ma sicuramente più suggestivo - che parte dai Piani di Pezza dal versante del territorio nel comune di Rocca di Mezzo.